# Gamaliel III
Gamaliel III (en hebreu: רבן גמליאל ברבי) Rabban Gamaliel III, el seu pare va ser anomenat Rabeinu HaKadoix. El seu pare va ser Judà el Príncep (en hebreu: Yehudà ha-Nassí; també conegut com a Judà I). El va anomenar el seu successor com Nasí i Príncep del Sanedrí. Va viure al segle iii després de Crist. Poc se sap amb certesa sobre les seves activitats, però és probable que la revisió de la Mixnà es va completar durant la seva època. Va ser el pare de Judà II.

## Frases famoses
"És bo l'estudi de la Torà juntament amb el treball en un ofici, ja que la pràctica de tots dos fa que el pecat sigui oblidat. De fet, tot l'estudi de la Torà, quan no està acompanyat per l'exercici d'un treball mundà, està destinat a finalitzar, i dona lloc al pecat."
"Aquells que treballen per a la comunitat han de fer-ho pel bé del Cel (per exemple, de manera altruista), perquè aleshores el mèrit dels seus avantpassats els ajudarà, i la seva justícia durarà per sempre. Els oferiré un gran premi, Com si ho haguessin fet vostès mateixos."
"Vés amb compte amb els que tenen autoritat, ja que deixaran que una persona s'acosti a ells només per a les seves pròpies finalitats; actuen com a amics quan els convé, i no recolzaran a ningú en la seva hora de necessitat."
"Fes que la seva voluntat sigui la teva. Fes que la teva voluntat sigui la seva. Anul·la la teva voluntat davant de la seva, i ell anul·larà la voluntat dels altres davant de la teva".
"Qui tingui compassió per les criatures de Déu rebrà compassió del Cel, i qui no tingui compassió per les criatures de Déu, no rebrà compassió del Cel".